# Convenția de la Paris

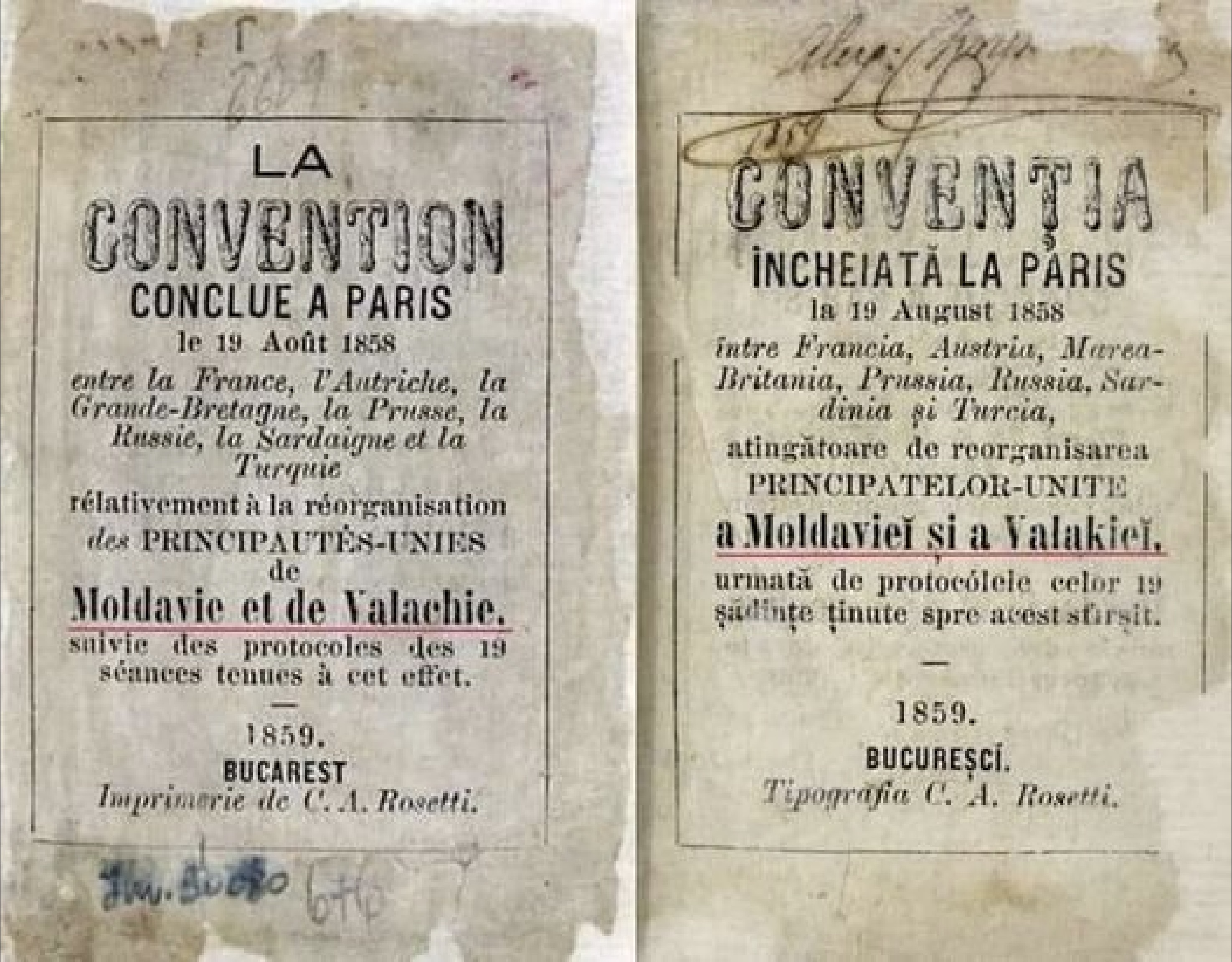

Convențiunea pentru organizarea definitivă a Principatelor Dunărene ale Moldaviei și Valahiei din 7 sv/19 sn  august 1858, cunoscută mai mult sub numele de Convenția de la Paris, a fost actul care a pus bazele unirii Principatelor Dunărene, în conformitate cu hotărârile Congresului de la Paris din 1856.

## Contextul  general
Datorită unor împrejurări interne și externe nefavorabile, Revoluția de la 1848 din Principatele Române nu a reușit să transpună în viața politică și de stat ideile și principiile constituționale stipulate în programele lor.
Între 1853 și 1856 Marile Puteri au purtat Războiul Crimeii împotriva Imperiului Rus, care iese înfrânt. În urma negocierilor de la Paris acestea vor decide să le ofere Principatelor posibilitatea de a-și decide propriul viitor, fapt consacrat în 1858 în cadrul unei convenții. Astfel, printr-un act internațional, prin care s-a luat numai parțial în considerare voința poporului român manifestată prin revoluțiile Divanurilor ad-hoc, s-au stabilit norme fundamentale referitoare la situația politico-juridică a Principatelor și reorganizarea lor. Pe baza Convenției de la Paris, care reprezintă de fapt o Constituție venită din afară, se transpunea pentru prima dată în practica noastră constituțională principiul separației puterilor, ele urmând să fie exercitate, în fiecare Principat, de către domn și Adunarea electivă, ambele lucrând și cu participarea unui organ comun, Comisia centrală. 
„Convențiunea încheiată la Paris în 7/19 august 1858 [...] este și rămâne legea fundamentală a României”— Alexandru Ioan Cuza, în preambulul Statutului Desvoltător Convențiunii de la Paris
După unii autori, este considerată prima constituție a României.

## Prevederile principale
- Articolul 1 prevedea unirea parțială a principatelor Moldovei și Valahiei sub denumirea „Principatele Unite ale Moldovei și Valahiei”, care rămâneau sub suzeranitatea „Maiestății Sale Sultanul”.
- Articolul 2 garanta autonomia Principatelor.
- Articolul 3 prevedea alegerea unor domni  (hospodari) separați în cele două principate.
- Articolele 4, 5 și 6 explicau modalitatea de exercitare a puterii executive de către hospodar și cooperarea lor cu adunările elective separate și cu Comisia Centrală de la Focșani.
- Articolul 8 stabilea valoarea tributului datorat Porții și anume 1.500.000 de piaștri pentru Moldova și 2.500.000 de piaștri pentru Valahia.
- Articolele 10 - 14 stipulau modalitatea de alegere a hospodarilor și drepturile și obligațiile lor.
- Articolul 27 stabilea formarea unei „Comisii centrale” la Focșani, formată din câte 8 membri pentru fiecare Principat.
- Articolul 38 stabilea înființarea unei Înalte Curți de Justiție și Casație, comună ambelor Principate, cu sediul la Focșani.
- Articolele 42 – 44 stabileau formarea unei miliții (armate) comune, al cărei comandant urma să fie numit alternativ de către domnitorii celor două Principate.

## Textul Convenției[5]
Majestatile loru Imparatul Ottomaniloru, Imparatul Austriei, Imparatul Francediloru, Regina Rigatului-Unitu a marei Britanii și Irlandei, Regele Prusiei, Imparatul tutulor Rusiiloru și Regele Sardiniei, voindu, conform cu stipulațiile tractatului încheiat la Paris, la 30 Martie 1856, a consfinti printr'o convenție, a lor din urma înțelegere asupra organizației definitive a Principateloru Maldaviei și Valahiei, a nummit drept Plenipotenti ai lor, pentru a negotia și a subscrie disa convenție, însă:
Majestatea Sa Imparatul Ottamaniloru, pe Mohamed Fuad Pasa, musir și vizir al Imperiului, decorat cu ordinile Imperiale Medjidie și al meritului personal intiia clasa, al ordinului militar, scl. scl. scl. Ministrulu sau actual al trebiloru din Afară.
Majestatea Sa Imparatul Austriei, pe D. Iosif Alecsandru Baron de Hiubner, Cavaler mare cruce, a ordinilor Imperiale Leopold și Corona de fer, scl. scl. scl. Consilierul seu intim actualu, și ambasadorulu seu estraordinar și plenipotent lîngă Majestatea Sa Imparatul Francediloru.
Majestatea sa Imparatul Francediloru pe D. Alecsandru Conte Colona Valevski, senator al Imperiului, cavaler mare Cruce, a ordinului Imparatescu Legiona de onore scl. scl. scl. Ministrul și Secretarulu sau de Stat la Departamentul trebilor din afară.
Majestatea Sa Regina Rigatului-Unit al Marii Britanii și Irlandei pe prea-onorabilul Enri Ricard Carol, Conte Covlei, viconte Dangan, Baron Covlei, Pair al Rigatului-unit, Membru al consiliului privat al Majestatii Sale Britanice, Cavaler mare-Cruce al prea-onorabilului Ordin Baia, Ambasadorul ecstraordinar și plenipotent al disei Majestati lîngă Majestatea Sa Imparatul Francediloru.
Majestatea Sa Regele Prusiei, pe D. Macsimilian-Frederik-Carol-Frant, Conte de Hatfeld-Vildemburg-Soenstein, cavaler al ordinului Rigal Vulturul-Roșu de intiia clasa, cu frunze de stejar, scl. scl. scl. Consilieru sau actual privat actualu și trimisulu sau ecstraordinar și Ministru plenipotent lîngă Majestatea Sa Imparatul Francedilor.
Majestatea Sa Imparatul tutulor Rusiiloru pe D. Conte Pavel Chiselef, cavaler al ordinilor Rusiei, decorat cu indoitul portret în briliante al Imparatilor Nicolai și Alecsandru II, scl. scl. scl. Adionantul general al său, Generalu de Infanterie, Membru al Consiliului imparatiei, Ambasadorul sau ecstraordinar și plenipotent lîngă Majestatea Sa Imparatul Francediloru.
Majestatea Sa Regele Sardiniei, pe D. Salvator Marchid de Vilamarina, Cavaler mare-Cruce, al ordinului sau rigalu St. Maurice și St. Lazar, scl. scl. scl. trimisul sau estraordinar și Ministru plenipotent lîngă Majestatea Sa Imparatul Francediloru.
Carii s'au adunat în conferința la Paris, avînd depline-împuterniciri, care au fostu reconoscute în buna și cuvenită forma, și au hotărît cele urmatore:
- Articolul 1 Principatele Moldaviei și Valahiei constituiete d'acum înainte sub numirea de "Principatele-Unite Moldavia și Valahia," raminu puse sub suzeranitatea M.S. Sulatnului.

- Articolul 2 În temeiulu capitulatiiloru date de Sultanii Baiazetu l-iu, Mohametu II, Selim I și Soliman II, carii constitue a loru autonomie, regulindu raporturile loru cu Sublima Porta, și pe care mai multe Hati-serifuri, și mai cu sema acela din anul 1834 le au consfintitu conformu asemenea și cu articolile 22 și 23 ale tractatului încheiată la Paris, la 30 Martie 1856, Principatele voru urma a se bucura sub chezasuirea colectivă a Puteriloru contractante, de privilegiurile și imunitățile de care sînt în posesie. Prin urmare Principatele se voru administra în libertate și afară de ori-ce amestecu alu Sublimei-Porți, în țărmurile stipulate prin înțelegerea Puteriloru chezase cu Curtea Suzerana.

- Articolul 3 Puterile publice voru fin încredințate, în fiecărui Principatu, unui Hospodaru sau unei Adunări elective ce voru lucra în cadurile prevadute de aceasta convenție cu concursulu unei comisii centrale, comuna ambeloru Principate.

- Articolul 4 Puterea esecutiva va fi esersata de Hospodaru.

- Articolul 5 Puterea legiuitore va fi esersata împreună de Hospodaru, de Adunare și de Comisia centrala.

- Articolul 6 Legiuirile de interesu specialu fie-căruia Principatu voru fi pregătite de Hospodaru și votate de Adunare. Legiuirile de interesu comunu amîndurora Principateloru voru fi pregătite de Comisia Centrala și votate de Adunări, la care voru fi supuse de către Hospodaru.

- Articolul 7 Puterea judecatoresca, esersata în numele Hospodariloru, va fi încredințată magistratiloru numiți de dinsulu, fără ca nimeni sa pota fi lipsitu de firestii săi judecători. O lege va hotati condițiile de priimire innaintare în magistratura, luindu dreptu bada aplicarea progresiva a principiului inamovibilitatei.

- Articolul 8 Principatele voru da Curtei Suzerane unu tributu anualu a căruia suma remane hoterita la tifra de unu milionu cinci sute de mii lei pentru Moldavia și al tifra de doue milioane cinci sute de mii lei pentru Valachia. Investitura va fi data Hospodariloru, ca și în trecutu de M.S. Sultanulu. Curtea Suzerana va combina cu Principatele măsurile de apărare a pamentului loru, în cadu de atacu din afară; și va putea provoca prin înțelegere cu Curțile garante măsurile trebuincioase, pentru restatornicirea ordinului, la întîmplare de a de compromite. Ca și în trecutu, tractatele internaționale care se voru încheia de Curtea Suzerana cu Puterile străine, voru fi aplicabile Principateloru în totu ceia ce nu va atinge ale loru imunități.

- Articolul 9 În cadu de calcare a imunităților Principateloru, Hospodarii voru innainta unu recursu către puterea Suzerana, și dacă nu se va face dreptate la a loru reclamație, o voru putea indrepta prin agenții loru către representantii Puteriloru garante la Constantinopole. Hospodarii voru fi represantati lîngă Curtea Suzerana prin agenți (Capu-Chehaia) născuți Moldoveni sau Români, nesupusi la nici o protecție străină, și priimiti de Porta.

- Articolul 10 Hospodarulu va fi alesu pe viața de Adunare.

- Articolul 11 În cadu de vacantie, și pane la instalarea noului Hospodaru, administrația va fi încredințată Consiliului Ministriloru, care va intra d'a dreptulu în lucrare. Atribitiile sale, curatu administrative, se voru margini la expedierea lucratoriloru, fără sa pota departa pe funcționari alt-feliu, de catu pentru vina constatată judecătorește. În acestu casu nu va putea rândui pe altulu în locu de catu vremelniceste.

- Articolul 12 La ivire de vacantie, dacă Adunarea va fi strinsa, ea va fi datore a proceda în optu dile, la alegerea Hospodarului. Dacă nu va fi strinsa, sa va chema îndată și se va aduna în termenu de dece dile. În cele optu dile ce voru urma după stringerea ei, va trebui sa fi procedatu la alegeera Hospodariloru. Aflarea de fața a trei părți din numeralu membriloru înscriși va fi neaparata, spre a putea proceda la alegere. În cadu candu în cel optu dile nu se va fi facuta alegerea a noua di la amiadi. Adunarea va proceda la alegere ori care aru fi numeralu membriloru de fața. Investitura va fi cerută ca și în trecutu; ea va fi data în termenu de o luna celu multu.

- Articolul 13 Va fi în dreptu de a fi alesu la Hospodoratu ori cine va fi în vîrsta de 35 ani, și fiu din tata născut Moldavu seu Romanu, și va putea arata unu venitu în pamentu de 3,000 galbeni, numai sa fi implinitu funcții publice în timpul de dece ani, seu sa fi facutu parte din Adunări.

- Articolul 14 Hospodarulu guverna cu ajutorulu ministriloru numiți de densulu. Intareste și promulga legile poate refuda întărirea sa. Are dreptu de ertare, și acela d'a micșora pedepsele în pricini criminale, fără a putea interveni alt-felu în administrația dreptatei. Elu pregătește legile de interesu specialu Principatului, și mai cu sema budgetele și le supune la deliberările Adunarei. Elu numește în tote funcțiile de administrație publică și face regulamentele trebuincioase pentru esecutarea legiloru. Lista civilă a fie-căruia Hospodaru va fi votată de Adunare, odată pentru tot-d'auna la suirea sa pe scaunu.

- Articolul 15 Ori ce actu sloboditu de Hospodaru, trebuie să fie contrasemnatu de către miniștrii competenți. Miniștrii voru fi respundatori de violarea legiloru și mai alesu de ori ce risipa baniloru publici. Ei voru fi supuși judecatei Înaltei Curți judecătorești și de Casație. Actia va putea fi procovata de Hospodaru sau de Adunare. Punerea sub acudatie a ministriloru nu se va putea pronunța de catu cu majoritatea de duoa părți din trei a membriloru de fața.

- Articolul 16 Adunarea alegatore, în fie-care Principatu va fi alesa pe septe ani, conformu dispoditiiloru electorale anecsate pe lîngă apredenta convenție.

- Articolul 17 Adunarea va fi convocată de Hospodaru și va trebui să se adune în fie-care anu, în cea d'inteiu duminica a lui Decembrie. Ținerea fie-caria sesii ordinare va fi de trei luni. Hospodarulu va putea de va fi trebuinta, a prelungi sesia. El poate să cheme adunarea afară din vremea obicnuita, sau sa o desfiintede. În acelu din urma cadu este datoru a convoca o noua adunare, care trebuie să fie strinsa în termenu de trei luni.

- Articolul 18 Mitropolitulu și Episcopii eparhioti vora face după dreptu, parte din adunare. Presidenta Adunarei va fi a Mitropolitului. Vice-predidentulu și secretarii voru fi aleși de Adunare.

- Articolul 19 Presidentulu hotarasteconditiile de primirea publicului în ședințe, afară de cadurile de esceptie care voru fi prevadute de regulamentulu din nauntru. Se va face prin îngrijirea presidentului, unu proces-verbalu. Somaru alu fie-caria ședințe care va fi publicată în gradată Oficială .

- Articolul 20 Adunarea va desbate și va vota proiectele de legiurire ce'i voru fi înfățișate de Hospodaru. Ea va putea să facă amendamenturi; însă sub reserva stipulată în art. 36. în ceia ce privește legile de interes comunu.

- Articolul 21 Dacă Miniștrii nu voru fi din membrii Adunariloru, ei totu își voru avea intrarea și voru putea lua parte la desbaterea legiuirilor fără a lua însă parte la votare.

- Articolul 22 Budgetulu venitoriloru și acela alu chltueliloru, pregatita anualu pentru fie-care Principatu, prin îngrijirea Hospodarului respectivu, și supusu Adunarei, care va putea face amendamente, nu voru fi definitive de catu după ce voru fi votate de densa. Dacă budgetulu nu ar fi votatu în timpulu priinciosu, puterea esecutiva va indestula serviciului publicu după budgetulu anului precedentu.

- Articolul 23 Osebite fonduri isvorite pane acuma din speciale casse, și de care Guvernului dispune sub diverse titluri, voru fi trecute în budgetulu generalu alu venitoriloru.

- Articolul 24 Încheierea definitivă a socoteliloru, va fi presentata Adunarei, celu ami tardiu în termenu de duoi ani, socotitu de la închiderea fie-căruia esercitiu.

- Articolul 25 Nici o dajdie nu va putea fi înființată sau adunata dacă nu se va priimi de Adunare.

- Articolul 26 Precumu tote legiuirile de interesu comunu seu specialu și regulamentele administrarei publice, legiuirile financiale voru fi publicate în gadeta Oficială .

- Articolul 27 Comisia centrala va avea ședința ei la Focșani. Ea va fi compusa de sese-spre-dece membrii, optu Moldoveni și optu Români. Patru voru fi aleși de fie-care Hospodaru dintre membrii Adunarei, seu dintre persoanele ce voru fi implinitu funcții înainte în tera, și patru de fie-care Adunare din sinul ei.

- Articolul 28 Membrii Comisiei centrale își pastreda dreptulu d'a lua parte la alegerea Hospodariloru n Adunarea din care făcut parte.

- Articolul 29 Comisia centrala este permanenta. Ea va putea însă, cînd voru erta-o lucrările ei, a s'amana pentru unu timpul care nici într'unu casu nu va putea trece peste patru luni. Funcțiile membriloru săi pentru fie-care Principatu, fie numiți de Hospodari seu aleși de Adunări, voru fi marginite la vremea catu va tinea legislatura. Cu tote acestea funcțiile membriloru ce esu nu voru inceta de catu la instalarea nuoiloru membri. În casu candu mandatulu ambeloru Adunări, va espira de odată, Comisia centrala va fi reînnoită în totalitate pentru amândouă Principatele, la deschiderea nouilor Adunări. În casu de desființare a uneia din Adunări, nu se voru fi din Principatulu a căruia adunare va fi alesa din nou. Membrii ce esu potu fi aleși din nou.

- Articolul 30 Funcțiile de membru alu Comisie centrale voru fi retribuite.

- Articolul 31 Comisia centrala va numi pe presidentulu. În cadu cindu voturile se voru împărți de o potriva între doi candidați, se va hotărî prin sorți. Funcțiile de presidentu voru inceta cu mandatulu sau de membru alu Comisiunei centrale; ele însă voru putea fi reînnoite. În cadu de împărțire de o potriva a voturiloru în desbateri, votulu Presidentului va fi hotaritoru. Comisia centrala își va face regulamentulu sau interioru. Cheltuelile ei de ori ce natura voru fi puse pe jumătate în sarcina ambeloru Principate.

- Articolul 32 Dispoditiile constitutive nuoei organidatii a Principateloru părea de trebuinta a stirpi, și a insemna îmbunătățirile ce aru fi de trebuinta a se introduce în osebitele ramuri ale administrației.

- Articolul 33 Hospodarii voru putea trimite Comisie centrale tote propunerile ce lise voru părea de folosu a preface în proiectele de legi comune amîndurora Principateloru. Comisia centrala va pregati legile d'unu interesu generalu comunu ambeloru Principate, și va supune aceste legi, prin mijlocirea Hospodariloru la desbaterile Adunariloru.

- Articolul 34 Sînt privite ca legi de interesu generalu tote acelea carea au de obiectul unitatea legislației, înființarea, menținerea sau îmbunătățirea unirii vamiloru, a postiiloru, telegrafului, fiscarea prețului monetaru și deosebitele materii de folosu publicu comune ambeloru Principate.

- Articolul 35 Odată înființată, Comisia centrala va trebui să se ocupe specialu a codifia legile în fiinta, punandule în armonie cu actulu constitutivu alu nuoei organidatii. Ea va reviduiregulamentele organice precum și condicile Civile, Criminale, de Comertu și de procedura, astfelu incatu, afară de legile curatu de interesu localu, se numai fie în viitoru de citu unulu și acelasu trupu de legislație, care să se esecute în ambele Principate, după ce va fi votată de către respectivele Adunări, intaritu și promulgatu de fie-care Hospodaru.

- Articolul 36 Dacă Adunările introducu amendamente în proiestele legiloru de interesu comunu, proectulu amendamentu va fi trimisu Comisiei centrale, care va hotărî unu proiectu definitivu, pe care Adunările nu voru mai putea de citu sa'lu adopte sau sa-lu lepede în întregul său. Comisia centrala va trebui sa primească amendamenturile ce voru fi votate de amindoa Adunările.

- Articolul 37 Legile de unu interesu specialu pentru fie-care Principatu nu voru fi întărite de Hospodaru de citu după ce vor fi comunicate de dinsul Comisiei centrale, care va avea a prețui de sînt potrivite cu dispoditiile constitutive de unoei organidatii.

- Articolul 38 Se va înființa o Curte-înaltă judecatoresca și de Casație, comuna ambeloru Principate. Ea va redida la Focșani. Se va face întocmirea ei printr'o lege. Membrii săi voru fi inamovibili.

- Articolul 39 Hotărîrile date de Curți și judecatile pronunțate de Tribunaluri în ambele Principate, voru fi apelate esclusivu la acesta Curte de casație.

- Articolul 40 Ea va esersa unu dreptu de censura și de disciplina asupra Curtiloru apelative și tribunaluriloru. Ea va avea dreptu de juridictie exclusivă asupra însuși membriloru ei în pricini penale.

- Articolul 41 Ca înaltă curte Judecătorească, ea va cerceta pirile provocate în contra ministriloru de către Hospodaru sau de către Adunare și va judeca fără apelu.

- Articolul 42 Ostirile regulate aflate acumu în fiinta în ambele Principate voru priimi o organidatie identică spre a putea la trebuinta să se unească și sa formede o singura armie. Se va face pentru acesta o lege comuna. Afară de acesta se va face pe totu anul inspecția ostirilor ambeloru Principate de către inspectorii generali numiți în toți anii, cindu de unu Hospodaru cindu de cel-l-altu. Acești inspectori voru fi însărcinați a veghia asupra întregii esecutari a dispoditiilor menite de a păstra ostiriloru tote caracterurile de doua corpuri ale acelesi armii. Tifra ostiriloru regulate hotarita de regulamentulu organicu, nu se va putea mari mai multu de catu de o a treia parte fără o mai inteiu înțelegerecu Curtea Suzerana.

- Articolul 43 Ostirile trebuie să se adune de câte ori siguranța din întru sau acea a hotareloru va fi amenințată. Unirea loru va putea fi provocată de unulu seu de cel-l-altu Hospodaru, dar nu se va face de catu în urma unei înțelegeri comunae între dinsi facendu-se cunoscutu și Curții Suzerane. După propunerea inspectoriloru, Hospodarii voru putea asemenea sa impreune în totalu sau în parte ostirile în cimpu de manevre sau spre a le face revista.

- Articolul 44 Comandantulu de căpetenie va fi numitu cînd de unu Hospodaru candu e cel-l-altu, cînd va fi a se reuni ostirile. Elu trebuie să fie Moldoveanu seu Romanu de naștere. Va putea fi revocat de Hospodarulu care l'a numitu. În acestu casu noul Comnadantu de căpetenie va fi orinduitu de cel-altu Hospodaru.

- Articolul 45 Ostirile ambeloru teri voru păstra stegurile loru actuale, dar aceste steguri voru purta în viitoru o banderola de colore albastra, conformă modelului alaturatu la presenta convenție.

- Articolul 46 Moldovenii și Românii voru fi toți de o potriva înaintea legii, înaintea contribuții și priimiti de o potriva în funcțiile publice, în unulu și cel-l-altu Principatu. Libertatea loru individuală ca fi chezasuita. Nimeni nu va putea fi opritu, arestuitu sau datu în judecata de citu conformu legiuirei. Nimeni nu va putea fi ecspropriatu de citu legalu, pentru pricina de interesu publicu și prin despăgubire. Moldovenii și Românii de ori-ce ritu crestinu, se voru bucura d'o potriva de drepturile politice. Esersarea acestoru drepturi se va putea întinde și la cel-lalte culturi prin dispoditii legislative. Tote privilegiurile, scutirile sau monopoluri, de care se bucura încă unele clase, voru fi desființate; și se va proceda fără intirdiere la revidia legiuirei care reguleda raporturile proprietariloru pămîntului cu cultivatorii, avîndu în vedere îmbunătățirea starei teranilor. Instituțiile municipale atitu cele orășenești citu și cele cimpenesti, voru dobîndi tota dezvoltarea ce le potu da stipularile acestei convenții.

- Articolul 47 Pînă cindu se va fi procedatu în revidia prevaduta prin art. 37. legislația acumu în putere în Principate este menținută în cea ce privește dispoditiile care nu suntu în potriva stipulatiiloru acestei Convenții.

- Articolul 48 Spre îndeplinirea art. 25, din tractatulu de la 30 Martie 1856, unu Hati-serifu conformu tecstualu cu stipularile presentei convenții, va promulga dispoditiile de mai susu într'unu termenu de cinci-spre-dece dile celu mai tirdiu de la schimbarea pratificatiiloru.

- Articolul 49 În momentulu publicarei disului Hati-serifu, administrația va fi data de către caimacamii în fiinta, în fie-care Principatu, unei comisii vremelnice (Caimacamie), instituata potrivitu dispositiiloru regulamentului organicu. Prin urmare, aceste comisii voru fi alcătuite de Presidentulu din Întru, carii a fostu în funcție sub Hospodarii din urma înaintea instalații în 1856, a administratoriloru providorii. Disele comisii se voru ocupa îndată cu alcătuirea listeloru electorale care trebuescu săvîrșite și afișate în termenul de cinci septamani. Alegerile se voru face trei săptămâni după publicarea listeloru. A decea di va urma, deputații trebuescu a fi adunați în fie-care Principatu, spre a proceda în termenile hotărîte mai susu, la alegerea Hospodariloru.

- Articolul 50 Presenta Convenție va fi ratificată, și ratificatiile ei voru fi schimbate la Paris, în termenu de cinci septamini, sau mai curandu de se va putea. Pentru care plenipotentii respectivu au subscris'o, punându și pecetea armeloru loru.

Facuta la Paris, în 7/19 August, 1858.
(Semnati):
- Fuad
- Hiubner
- Valevski
- Covlei
- Hatfeld
- Chiselef
- Vilimarina